# Квітатіані Гела Володієвич
Гела Володієвич Квітатіані (груз. გელა კვიტატიანი; нар. 13 червня 1971, Зугдіді, Грузинська РСР) — грузинський футболіст, захисник.

## Життєпис
Вихованець ШІСП міста Зугдіді, перший тренер — Б. Шургая. Футболом розпочав займатися 1987 року в дублі тбіліського «Динамо». У 1989 році перейшов до кутаїського «Торпедо», але як і в «Динамо» виступав лише за дублюючий склад. По ходу сезону приєднався до зугдідівського «Динамо», яке виступало в чемпіонаті Грузинської РСР. У 1990 році разом з «Одіші» був учасником першого розіграшу незалежного чемпіонату Грузії. У 1994 роц приєднався до столичного «Шевардені-1906».
Восени 1994 року виїхав до України, де підписав контракт з луганською «Зорею-МАЛС». Дебютував у футболці луганського клубу 10 вересня 1994 року в програному (3:3) виїзному поєдинку 8-о туру Вищої ліги проти львівських «Карпат». Гела вийшов на поле в стартовому складі, на 30-й хвилині отримав першу жовту картку, а на 44-й хвилині — й другу жовту картку, через що дочасно покинув футбольне поле. Дебютним голом у футболці луганчан відзначився 15 червня 1995 року на 65-й хвилині (реалізував пенальті) переможного (2:1) домашнього поєдинку 32-о туру Вищої ліги проти тернопільської «Ниви». Квітатіані вийшов на поле в стартовому складі, а на 68-й хвилині його замінив Вадим Боженко. У складі «Зорі» в чемпіонаті України зіграв 26 матчів та відзначився 3-а голами, ще 2 поєдинки провів у кубку України.
У 1995 році повернувся до Грузії, де решту сезону відіграв у «Шевардені-1906». У 1996 році повернувся до «Одіші», в якому протягом сезону зіграв у 15-ти матчах. З 1997 по 1998 рік виступав у тбіліському ТДУ. В сезоні 1998/99 років провів 5 поєдинків у футболці столичного «Локомотиву». Футбольну кар'єру завершив у першоліговій «Лазіці», за команду якого Гела виступав у сезоні 2001/02 років. Після завершення футбольної кар'єри повернувся на постійне проживання до Луганська.